# Edward Rottermund
Edward Walenty Rottermund – powstaniec listopadowy, belwederczyk.
Pochodził z rodu Rottermundów wywodzącego się z Kleczy Górnej.
Edward Rottermund do historii przeszedł jako uczestnik ataku na Belweder w noc listopadową (29 XI 1830). Było to pierwsze zbrojne wystąpienie powstańców listopadowych. Rottermund należał, obok m.in. Leonarda Rettla i Walentego Krosnowskiego, do grupy atakującej siedzibę wielkiego księcia Konstantego od strony ogrodowej. Szturm belwederski zakończył się niepowodzeniem, jednak w jego wyniku wielki książę Konstanty bezpowrotnie utracił władzę w Królestwie Polskim. 
Po upadku powstania listopadowego napad belwederski był przedmiotem śledztwa Najwyższego Sądu Kryminalnego, ustanowionego w lutym 1832 dla osądzenia powstańców listopadowych („rokoszan”) nieobjętych amnestią. Według Juliusza Stanisława Harbuta, powołującego się na tekst „Aktu oskarżenia w sprawie przeciwko osobom oddanym pod Najwyższy Sąd Kryminalny w Królestwie Polskiem”, Edward Rottermund był żołnierzem i poddanym rosyjskim, w związku z czym miał podlegać wyłącznie sądowi wojskowemu. Natomiast w opracowaniach Roberta Bieleckiego i Wacława Tokarza, Rottermund jest wymieniony jako spiskowiec cywilny (student). 
Edward Rottermund był dalekim krewnym przodków Wisławy Szymborskiej (od strony matki).